# Portal Amarillo
El Portal Amarillo, es el nombre con el que se conoce al Centro Nacional de Información y Referencia de la Red de Drogas del Ministerio de Salud Pública de Uruguay.  Se encuentra ubicado en Carlos María de Pena 5101 esquina Coronilla en Montevideo.
Fue creado el 2 de mayo de 2006.
Tiene como objetivo la rehabilitación laboral y  rehabilitación integral del individuo y atiende a adictos en tres dispositivos: internación, centro diurno y ambulatorio. Cuentan con un servicio telefónico de orientación para cualquier usuario del sistema de salud público o privado; en el que trabajan ocho profesionales entre nurses y psicólogos. Tiene una capacidad de 35 camas, 15 camas para niños de 15 y 18 años y otras 20 camas para los mayores de edad. En el modo ambulatorio se asisten entre 250 y 300 personas por mes. En 2016 el promedio de internación es de 22 días.
En 2015, la Comisión Honoraria para la Salud Cardiovascular donóun gimnasio al aire libre.  
Su director es Juan Triarca.